# Alhama de Murcia
Alhama de Murcia – gmina w Hiszpanii, w prowincji Murcja, w Murcji, o powierzchni 311,55 km². W 2011 roku gmina liczyła 20 915 mieszkańców.
W miejscowości jest stacja kolejowa Alhama de Murcia.